# 小笠原貞朝
小笠原貞朝（1461年10月21日－1515年7月14日）是日本戰國時代武將。信濃小笠原氏（府中小笠原家）當主。父親是小笠原長朝。

## 生平
在寬正2年9月18日（1461年10月21日）出生。在文明年間在京都擔任將軍足利義尚的弓馬師範。文龜元年（1501年），在父親長朝死後繼承家督。同年，應尾張守護斯波義寬邀請而遠征遠江國二俣，與今川氏親戰鬥。另一方面，對立的松尾家小笠原定基則投向今川方向三河國出兵。
永正元年（1504年），向家臣島立貞永命令，在同樣是小笠原家中的坂西氏居館跡築起深志城。把長男長高廢嫡，令次男長棟繼承家督。在永正12年（1515年）死去。享年55歲。
有著書『和禮儀統要約集』。